# 1873 en Suisse
Chronologie de la Suisse
- 1869
- 1870
- 1871
- 1872
- 1873
- 1874
- 1875
- 1876
- 1877

Chronologie de la Suisse
1872 en Suisse - 1873 en Suisse - 1874 en Suisse

## Gouvernement au1erjanvier 1873
- Conseil fédéral[1]
  - Paul Ceresole (PRD), président de la Confédération
  - Karl Schenk (PRD), vice-président de la Confédération
  - Johann Jakob Scherer (PRD)
  - Emil Welti (PRD)
  - Melchior Josef Martin Knüsel (PRD)
  - Eugène Borel (PRD)
  - Wilhelm Matthias Naeff (PRD)

## Événements

### Janvier
Mercredi 1er janvier 
- Premier numéro du Jura bernois, quotidien édité à Saint-Imier.

 Samedi 25 janvier 
- Premier numéro du Chronique radicale, bi-hebdomadaire genevois.

 Lundi 27 janvier 
- Premier conflit lié au Kulturkampf : cinq cantons rattachés au diocèse de Bâle proclament la destitution de l’évêque, qui avait exigé d'eux une adhésion publique au dogme de l'infaillibilité du pape.

### Février
Samedi 1er février 
- Première numéro du Zofinger Tagblatt, quotidien édité à Zofingue (AG).

 Samedi 15 février 
- Décès à Genève, à l’âge de 51 ans, du compositeur Charles-Samuel Bovy.

 Lundi 24 février 
- Décès à Aarau, à l’âge de 67 ans, de Heinrich Kurz (de), historien de la littérature.

### Mars
Lundi 17 mars 
- Décès à Varonne (VS), à l’âge de 46 ans, du poète Peter Joseph Kämpfen.

### Avril
Lundi 28 avril 
- Décès à Berne, à l’âge de 42 ans, du juriste Walther Munzinger.

### Mai
Jeudi 1er mai 
- Inauguration du Jardin des glaciers de Lucerne.
- Décès à Rome, à l’âge de 75 ans, de l’architecte Gottfried Semper.

### Juillet
Lundi 28 juillet 
- Une division des chemins-de-fer est créée au sein du département fédéral du commerce qui devient le département du commerce et des chemins-de-fer.

### Août
Lundi 4 août 
- Ouverture de l’Ecole d’horlogerie de Bienne (BE).
- Premier numéro du quotidien Le Pays, publié à Porrentruy (JU).

### Septembre
Samedi 20 septembre 
- Premier numéro du Basler Volksblatt.

 Lundi 22 septembre 
- Décès à Aarau, à l’âge de 72 ans, de l’ancien conseiller fédéral Friedrich Frey-Herosé (PRD, AG), chef de l'état-major général durant la guerre du Sonderbund.

### Octobre
Mercredi 1er octobre 
- Inauguration de l’Académie et du Gymnase cantonal de Neuchâtel.

 Mercredi 29 octobre 
- Inauguration de l'Ecole de Pharmacie de l'Académie de Lausanne.

### Novembre
Jeudi 27 décembre 
- Décès à Marseille, à l’âge de 72 ans, du physicien Auguste de la Rive.

### Décembre
Vendredi 12 décembre 
- Le Conseil fédéral expulse le nonce apostolique et rompt ses relations diplomatiques avec le Vatican après que le pape Pie IX avait dénoncé, dans son encyclique Etsi multa luctosa, les violences exercées en Suisse contre le clergé catholique.

 Dimanche 14 décembre 
- Décès à Cambridge (Massachusetts), à l’âge de 66 ans, du zoologue Louis Agassiz.